# 钝口螈
鈍口螈（学名：Ambystoma dumerilii），是一種幼態延續的蠑螈。因其生活地点也叫帕茨夸羅湖蝾螈（英語：Lake Patzcuaro salamander），当地名称  或 西班牙語：）

## 分佈
鈍口螈分佈在墨西哥米卻肯州的帕茨夸羅湖。帕茨夸羅湖位於高海拔，是很多鈍口螈屬的家園。有指在克雷塔羅州聖喬安德爾里奥的西北內陸有發現鈍口螈的亞種，但卻因牠們是完全水生而存疑。

## 特徵
鈍口螈整生也會保有其幼體特徵，故成體有很長及多絲的外鰓、牙齒般鳃耙的鰓裂及胸鰭。牠們一般呈黃色，腹部較為淺色。牠們的頭部很大，肢體短小。牠們靠吸啜來覓食，主要吃無脊椎動物。
鈍口螈會作為研究墨西哥鈍口螈的對位。鈍口螈會先與墨西哥鈍口螈混種，並以此比較粒線體。

## 保育
由於失去棲息地、污染及入侵的掠食魚類，鈍口螈的數量大幅下降。牠們被世界自然保護聯盟列為極危，且受到《瀕危野生動植物種國際貿易公約》的保護。

## 流行文化中
钝口螈在2021年時被世界上銷量最高的遊戲Minecraft加入。